# Comitatul Csongrád
Comitatul Csongrád, cunoscut și ca Varmeghia Ciongradului (în maghiară Csongrád vármegye, în germană Komitat Tschongrad, în latină Comitatus Chongradiensis, în sârbă Čongrad, cu alfabetul chirilic: Чонград), a fost o unitate administrativă a Regatului Ungariei și a Republicii Ungare din secolul XI și până în 1950. În prezent, majoritatea teritoriului fostului comitat face parte din județul Ciongrad (aflat în sudul Ungariei), iar o mică parte se află în nordul Serbiei. Capitala comitatului a fost orașul Sântamăria (în maghiară Szentes, în sârbă Сентеш).

## Denumire
Numele Csongrád/Čongrad este de origine slavă. În limbile slave, acest nume se traduce prin "orașul negru" (čon/čorni = negru, grad = oraș). Comitatul a fost denumit după orașul Ciongrad (Csongrád).

## Geografie
Comitatul Ciongrad se învecina la vest cu Comitatul Pest-Pilis-Solt-Kiskun, la nord cu Comitatul Jász-Nagykun-Szolnok, la est cu comitatele Bichiș (Békés) și Cenad (Csanád) și la sud cu comitatele Torontal (Torontál) și Bács-Bodrog. Râul Tisa (Tisza) curgea pe teritoriul comitatului. Suprafața comitatului în 1910 era de 3.569 km², incluzând suprafețele de apă.

## Istorie
Comitatul Ciongrad este unul dintre cele mai vechi comitate din Regatul Ungariei, el fiind atestat încă din secolul XII. Granițele comitatului au fost rectificate de-a lungul vremii.
El a fost cucerit de Imperiul Otoman în secolul XVI și de Imperiul Habsburgic la sfârșitul secolului al XVII-lea. Ulterior, teritoriul comitatului a fost încorporat în Regatul Ungariei.
În 1920, prin Tratatul de la Trianon, o mică parte din teritoriul comitatului (aflată în jurul localității Horgoš din nordul Voivodinei) a fost atribuită Regatului Sârbilor, Croaților și Slovenilor (redenumit Regatul Iugoslaviei în 1929). Majoritatea teritoriului a rămas însă Ungariei.
În anul 1950, după cel de-al doilea război mondial, comitatul Ciongrad a fost unit cu partea de sud a fostului comitat Cenad-Arad-Torontal (partea ungurească a comitatului antebelic Torontal) și cu partea de sud-vest a comitatului antebelic Cenad), fiind format județul Ciongrad din cadrul noului stat Ungaria.

## Demografie
În 1910, populația comitatului era de 325.568 locuitori, dintre care: 
- Maghiari -- 319.274 (98,06%)
- Germani -- 2.862 (0,87%)
- Sârbi -- 1.235 (0,37%)
- Români -- 773 (0,23%)

Germanii, sârbii și românii erau concentrați în majoritate în orașul Seghedin.

## Subdiviziuni
La începutul secolului 20, subdiviziunile comitatului Ciongrad erau următoarele:
| Districte (járás)                            | Districte (járás)   |
| District                                     | Capitală            |
| -------------------------------------------- | ------------------- |
| Csongrád                                     | Csongrád (Ciongrad) |
| Tiszáninnen                                  | Kiskundorozsma      |
| Tiszántúl                                    | Mindszent           |
| Comitate urbane (törvényhatósági jogú város) |                     |
| Hódmezővásárhely                             |                     |
| Szeged (Seghedin)                            |                     |
| Districte urbane (rendezett tanácsú város)   |                     |
| Szentes (Sântamăria)                         |                     |